# Skisprung-Intercontinental-Cup in Hinterzarten 2024/25
Der Intercontinental-Cup in Hinterzarten 2024/25 fand am 10. und 11. August 2024 im Adler-Skistadion (K 99/HS 109) in Hinterzarten im Schwarzwald statt und war das Auftaktspringen des Intercontinental-Cups 2024/25. Der Wettbewerb bestand aus je zwei Einzelspringen der Damen. Gleichzeitig wurde der Continental-Cup und der FIS Cup der Herren ausgetragen.

## Programm und Zeitplan
Das Programm des Intercontinental-Cups wurde auf zwei Tage aufgeteilt.
| \| Hinterzarten \| |
| Hinterzarten       |

| Hinterzarten |

## Teilnehmende Nationen und Athletinnen
Es nahmen 47 Skispringerinnen aus 13 Nationen am Intercontinental-Cup teil.
| Nation                 | Anzahl               | Athletin |
| Europa (10 Nationen)   | Europa (10 Nationen) | Europa (10 Nationen) |
| ---------------------- | -------------------- | --- |
| Deutschland            | 12                   | Katharina Schmid, Selina Freitag, Emely Torazza, Julina Kreibich, Anna Hollandt, Kim Amy Duschek, Maike Tyralla, Juliane Seyfarth, Alvine Holz, Agnes Reisch, Anna-Fay Scharfenberg, Pia Lilian Kübler |
| Frankreich             | 1                    | Marie Thomas Couturaud |
| Italien                | 4                    | Noelia Vuerich, Asia Marcato, Martina Zanitzer, Martina Ambrosi |
| Österreich             | 4                    | Vanessa Moharitsch, Sara Pokorny, Elisa Deubler, Meghann Wadsak |
| Rumänien               | 2                    | Alessia Mîțu-Coșca, Delia Folea |
| Schweiz                | 4                    | Celina Wasser, Simone Buff, Sina Arnet, Rea Kindlimann |
| Slowakei               | 1                    | Kira Maria Kapustikova |
| Slowenien              | 6                    | Taja Sitar, Maja Kovačič, Lara Logar, Tinkara Komar, Živa Andric, Tina Erzar |
| Tschechien             | 4                    | Karolína Indráčková, Klára Ulrichová, Veronika Jenčová, Anežka Indráčková |
| Ukraine                | 3                    | Daryna Ilchuk, Tetjana Pylyptschuk, Schanna Hluchowa |
| Nordamerika (1 Nation) |                      | |
| Vereinigte Staaten     | 3                    | Sandra Sproch, Samantha Macuga, Estella Hassrick |
| Asien (2 Nationen)     |                      | |
| Volksrepublik China    | 1                    | Weng Yangning |
| Kasachstan             | 2                    | Viktoriya Ruleva, Alyona Sviridenko |

## Bericht
| Rang                                                    | Athletin              | Punkte |
| ------------------------------------------------------- | --------------------- | ------ |
|                                                         | Selina Freitag        | 180    |
|                                                         | Tina Erzar            | 120    |
|                                                         | Juliane Seyfarth      | 110    |
| 04.                                                     | Katharina Schmid      | 100    |
| 05.                                                     | Karolína Indráčková   | 096    |
| 06.                                                     | Anna Hollandt         | 086    |
| 07.                                                     | Alvine Holz           | 085    |
| 08.                                                     | Emely Torazza         | 077    |
| 09.                                                     | Agnes Reisch          | 061    |
| 10.                                                     | Anna-Fay Scharfenberg | 055    |
| Stand nach Intercontinental-Cup in Hinterzarten 2024/25 |                       |        |

### Vorbericht
Der polnische Skiverband teilte mit, dass zum Saisonauftakt des Intercontinental-Cups 2024/25 am Samstag und Sonntag keine polnische Athletin teilnehmen werden. Im vorläufigen Aufgebot standen 12 Nationen; das offizielle Aufgebot wird erst nach dem technischen Briefing bekannt gegeben. Nach dem technischen Briefing am Samstagmittag wurde bekanntgegeben, dass insgesamt 13 Nationen am Samstag und Sonntag in die Einzelwettbewerbe gingen.

### Samstag, 10. August 2024, offizielles Training, Probedurchgang & Einzel-Wettkampf

#### Offizielles Training
Die Deutsche Anna Hollandt hat das offizielle Training auf 96 Metern vor der Tschechin Karolína Indráčková (101,5 Metern) und der Deutschen Alvine Holz (101,5 Metern) gewonnen. Vierte wurde die Deutsche Juliane Seyfarth (99,5 Metern), fünfte Slowenin Tina Erzar (99 Metern) und sechste wurde die Deutsche Selina Freitag (87 Metern).

#### Probedurchgang
Katharina Schmid aus Deutschland hat den Probedurchgang mit 103 Metern vor der Slowenin Tina Erzar (101 Metern) und der Deutschen Juliane Seyfarth (99,5 Metern) gewonnen. Dahinter lagen auf den Plätzen vier, fünf und sechs die Deutschen Selina Freitag (94,5 Metern), Agnes Reisch (101,5 Metern) und Anna Hollandt (93 Metern).

#### Einzel-Wettkampf
Der erste Durchgang wurde aus Gate 32 durchgeführt. Zur Halbzeit führte die Deutsche Selina Freitag mit 102,5 Metern, führte mit 2,5 Punkten Vorsprung vor Slowenin Tina Erzar (100,5 Metern) und 3,9 Punkten vor der Deutschen Juliane Seyfarth (99 Metern). Vierte wurde die Deutsche Anna Hollandt (97,5 Metern), fünfte Emely Torazza, die ihr Debüt in der deutschen Nationalmannschaft gab (98,5 Metern), und sechste wurde die Tschechin Karolína Indráčková (98,5 Metern). Die Deutsche Katharina Schmid ging im ersten Durchgang nicht an den Start. Sandra Sproch aus den USA, Simone Buff aus der Schweiz und Alyona Sviridenko aus Kasachstan wurden wegen eines irregulären Anzuges disqualifiziert und nicht zum Einzel-Wettkampf zugelassen.
Der Finaldurchgang wurde aus Gate 34 durchgeführt. Die Deutsche Selina Freitag siegte mit 103 Metern, hatte einen Vorsprung von 7,3 Punkten vor der Slowenin Tina Erzar (102 Metern). Ebenfalls auf dem Podium stand die Deutsche Juliane Seyfarth (102,5 Metern), Vierte, Fünfte und Sechste wurden die Deutschen Anna Hollandt (97 Metern), Emely Torazza (96,5 Metern) und Alvine Holz (98,5 Metern).

### Sonntag, 11. August 2024, Probedurchgang & Einzel-Wettkampf

#### Probedurchgang
Der Probedurchgang wurde aus Gate 34 und 36 durchgeführt. Katharina Schmid aus Deutschland gewann mit 103 Metern vor ihrer Landsfrau Selina Freitag (105 Metern) um 6,1 Punkte. Dritte wurde die Deutsche Alvine Holz (103,5 Metern) vor der Slowenin Tina Erzar (103 m), Emely Torazza (100,5 Metern) und Anna Hollandt aus Deutschland (99,5 Metern).

#### Einzel-Wettkampf
Der erste Durchgang wurde aus Gate 35 und 36 durchgeführt. Nach dem ersten Durchgang führte die Deutsche Selina Freitag mit 107 Metern, lag 1,7 Punkte vor Katharina Schmid (107 Metern) und 10,1 Punkte vor Anna Hollandt (102,5 Metern) ebenfalls aus Deutschland. Vierte wurde Emely Torazza (104,5 Metern), die ehemalige Schweizerin, die jetzt für Deutschland an den Start ging; fünfte ist die Tschechin Karolina Indrackova (101,5 Metern) und sechste wurde die Deutsche Juliane Seyfarth (100,5 Metern). Alyona Sviridenko aus Kasachstan und Kira Maria Kapustikova aus der Slowakei wurden wegen eines irregulären Anzuges disqualifiziert und zum zweiten Einzel-Wettkampf nicht zugelassen.
Der zweite Durchgang wurde komplett aus Gate 34 durchgeführt, es siegte die Deutsche Katharina Schmid mit 104 Metern und lag 0,9 Punkte vor der Halbzeit-Spitzenreiterin Selina Freitag (103,5 Metern) aus Deutschland. Die Tschechin Karolina Indrackova (103,5 m) belegte die unterste Stufe des Podiums, gefolgt von den Deutschen Juliane Seyfarth (102,5 Metern), Alvine Holz (101 Metern) und der Slowenin Tina Erzar (104,5 Metern).

## Ergebnisse

### Einzelspringen I
- Wetter 1 Durchgang: sonnig, Temperatur: 26,0 °C, Wind in m/s: minimal: 0.15, maximal: 2.49, durchschnittlich: 1.25
- Wetter 2 Durchgang: sonnig, Temperatur: 26,0 °C, Wind in m/s: minimal: –0.14, maximal: 2.12, durchschnittlich: 0.69

| Rang | Name                   | Weite 1      | Weite 2      | Punkte |
| ---- | ---------------------- | ------------ | ------------ | ------ |
|      | Selina Freitag         | 102,5 m 0(1) | 103,0 m 0(1) | 229,5  |
|      | Tina Erzar             | 100,5 m 0(2) | 102,0 m 0(3) | 222,2  |
|      | Juliane Seyfarth       | 099,0 m 0(3) | 102,5 m 0(2) | 221,6  |
| 04   | Anna Hollandt          | 097,5 m 0(4) | 097,0 m 0(4) | 210,7  |
| 05   | Emely Torazza          | 098,5 m 0(5) | 096,5 m 0(6) | 206,7  |
| 06   | Alvine Holz            | 094,0 m 0(7) | 098,5 m 0(5) | 202,4  |
| 07   | Karolína Indráčková    | 098,5 m 0(6) | 095,0 m 0(7) | 198,9  |
| 08   | Agnes Reisch           | 092,0 m (14) | 093,5 m 0(8) | 180,4  |
| 09   | Anna-Fay Scharfenberg  | 093,5 m (13) | 095,0 m 0(9) | 179,2  |
| 10   | Julina Kreibich        | 091,0 m (11) | 095,5 m (13) | 170,3  |
| 11   | Klára Ulrichová        | 090,0 m (12) | 091,0 m (15) | 165,8  |
| 12   | Pia Lilian Kübler      | 087,5 m (19) | 090,5 m (10) | 159,5  |
| 13   | Martina Ambrosi        | 094,0 m (10) | 086,0 m (21) | 155,9  |
|      | Weng Yangning          | 090,0 m 0(9) | 088,0 m (24) | 155,9  |
|      | Samantha Macuga        | 086,5 m (19) | 090,0 m (11) | 155,9  |
| 16   | Sina Arnet             | 081,5 m (22) | 089,5 m (12) | 154,5  |
| 17   | Schanna Hluchowa       | 087,5 m (15) | 088,5 m (19) | 154,2  |
| 18   | Meghann Wadsak         | 085,5 m (21) | 089,0 m (14) | 153,3  |
| 19   | Taja Sitar             | 082,5 m 0(8) | 083,0 m (27) | 152,3  |
| 20   | Lara Logar             | 086,0 m (17) | 086,0 m (16) | 151,0  |
| 21   | Martina Zanitzer       | 094,0 m (16) | 082,0 m (20) | 150,1  |
| 22   | Kira Maria Kapustikova | 087,0 m (23) | 081,0 m (22) | 136,7  |
| 23   | Marie Thomas Couturaud | 083,5 m (24) | 082,0 m (25) | 132,3  |
| 24   | Kim Amy Duschek        | 078,0 m (27) | 089,0 m (17) | 131,1  |

| Rang                                          | Name                | Weite 1                | Weite 2                | Punkte                 |
| --------------------------------------------- | ------------------- | ---------------------- | ---------------------- | ---------------------- |
| 25                                            | Noelia Vuerich      | 080,0 m (25)           | 085,5 m (26)           | 123,4                  |
| 26                                            | Maike Tyralla       | 078,5 m (26)           | 079,5 m (23)           | 123,3                  |
| 27                                            | Veronika Jenčová    | 074,0 m (30)           | 087,0 m (18)           | 121,1                  |
| 28                                            | Vanessa Moharitsch  | 089,5 m (18)           | 071,5 m (29)           | 120,6                  |
| 29                                            | Anežka Indráčková   | 078,5 m (28)           | 077,5 m (28)           | 104,9                  |
| 30                                            | Tinkara Komar       | 077,0 m (29)           | 072,0 m (30)           | 092,8                  |
| Für den zweiten Durchgang nicht qualifiziert: |                     |                        |                        |                        |
| 31                                            | Rea Kindlimann      | 074,0 m (31)           | –                      | 045,5                  |
| 32                                            | Tetjana Pylyptschuk | 073,0 m (32)           | –                      | 045,3                  |
| 33                                            | Maja Kovačič        | 070,5 m (33)           | –                      | 044,5                  |
| 34                                            | Živa Andric         | 074,5 m (34)           | –                      | 042,6                  |
| 35                                            | Sara Pokorny        | 070,5 m (35)           | –                      | 040,7                  |
| 36                                            | Elisa Deubler       | 069,0 m (36)           | –                      | 038,7                  |
| 37                                            | Celina Wasser       | 066,0 m (37)           | –                      | 029,9                  |
| 38                                            | Asia Marcato        | 066,5 m (38)           | –                      | 029,4                  |
| 39                                            | Alessia Mîțu-Coșca  | 064,0 m (39)           | –                      | 026,4                  |
| 40                                            | Delia Folea         | 063,5 m (39)           | –                      | 022,4                  |
| 41                                            | Viktoriya Ruleva    | 063,5 m (41)           | –                      | 095,6                  |
| 42                                            | Estella Hassrick    | 057,5 m (42)           | –                      | 018,0                  |
| 43                                            | Daryna Ilchuk       | 054,5 m (43)           | –                      | 000,0                  |
|                                               | Katharina Schmid    | Did not start          | Did not start          | Did not start          |
|                                               | Sandra Sproch       | Not permitted to start | Not permitted to start | Not permitted to start |
|                                               | Simone Buff         | Not permitted to start | Not permitted to start | Not permitted to start |
|                                               | Alyona Sviridenko   | Not permitted to start | Not permitted to start | Not permitted to start |

### Einzelspringen II
- Wetter 1 Durchgang: sonnig, Temperatur: 22,0 °C, Wind in m/s: minimal: 0.29, maximal: 1.55, durchschnittlich: 0.84
- Wetter 2 Durchgang: sonnig, Temperatur: 23,0 °C, Wind in m/s: minimal: 0.15, maximal: 1.42, durchschnittlich: 0.74

| Rang | Name                  | Weite 1      | Weite 2      | Punkte |
| ---- | --------------------- | ------------ | ------------ | ------ |
|      | Katharina Schmid      | 107,0 m 0(1) | 104,0 m 0(2) | 248,3  |
|      | Selina Freitag        | 107,0 m 0(1) | 103,5 m 0(2) | 247,4  |
|      | Karolína Indráčková   | 101,5 m 0(5) | 103,5 m 0(5) | 229,0  |
| 04   | Juliane Seyfarth      | 100,5 m 0(6) | 102,5 m 0(4) | 228,7  |
| 05   | Alvine Holz           | 102,0 m 0(7) | 101,0 m 0(6) | 225,2  |
| 06   | Tina Erzar            | 096,0 m 0(8) | 104,5 m 0(3) | 225,0  |
| 07   | Anna Hollandt         | 102,5 m 0(3) | 099,0 m 0(8) | 222,1  |
| 08   | Emely Torazza         | 104,5 m 0(4) | 094,0 m (10) | 212,2  |
| 09   | Agnes Reisch          | 098,0 m (10) | 097,5 m 0(7) | 208,4  |
| 10   | Anna-Fay Scharfenberg | 098,0 m (13) | 097,0 m 0(9) | 201,5  |
| 11   | Meghann Wadsak        | 090,0 m (9)  | 094,0 m (11) | 196,4  |
| 12   | Sina Arnet            | 098,5 m (11) | 097,0 m (18) | 185,2  |
| 13   | Weng Yangning         | 098,5 m (17) | 094,0 m (13) | 179,8  |
| 14   | Klára Ulrichová       | 096,5 m (12) | 087,0 m (19) | 178,7  |
| 15   | Julina Kreibich       | 095,0 m (16) | 090,0 m (15) | 176,7  |
| 16   | Taja Sitar            | 090,0 m (22) | 095,0 m (12) | 172,9  |
| 17   | Pia Lilian Kübler     | 092,5 m (18) | 088,5 m (17) | 172,6  |
| 18   | Samantha Macuga       | 090,5 m (20) | 091,0 m (13) | 171,9  |
| 19   | Lara Logar            | 094,0 m (15) | 083,5 m (23) | 168,5  |
| 20   | Maja Kovačič          | 088,5 m (21) | 090,5 m (16) | 166,6  |
| 21   | Martina Ambrosi       | 091,5 m (19) | 084,5 m (24) | 162,5  |
| 22   | Schanna Hluchowa      | 095,0 m (14) | 080,0 m (29) | 160,4  |
| 23   | Anežka Indráčková     | 086,5 m (25) | 086,5 m (21) | 155,6  |
| 24   | Maike Tyralla         | 086,5 m (23) | 086,0 m (25) | 154,6  |

| Rang                                          | Name                   | Weite 1                | Weite 2                | Punkte                 |
| --------------------------------------------- | ---------------------- | ---------------------- | ---------------------- | ---------------------- |
| 25                                            | Veronika Jenčová       | 085,0 m (27)           | 087,0 m (20)           | 153,6                  |
| 26                                            | Marie Thomas Couturaud | 084,5 m (26)           | 088,5 m (22)           | 152,9                  |
| 27                                            | Martina Zanitzer       | 087,5 m (24)           | 083,5 m (27)           | 152,2                  |
| 28                                            | Rea Kindlimann         | 085,0 m (29)           | 087,5 m (25)           | 146,9                  |
| 29                                            | Živa Andric            | 083,5 m (30)           | 087,5 m (28)           | 144,6                  |
| 30                                            | Vanessa Moharitsch     | 085,0 m (29)           | 083,0 m (30)           | 137,3                  |
| Für den zweiten Durchgang nicht qualifiziert: |                        |                        |                        |                        |
| 31                                            | Noelia Vuerich         | 081,0 m (31)           | –                      | 066,5                  |
| 32                                            | Tinkara Komar          | 079,5 m (32)           | –                      | 062,5                  |
| 33                                            | Kim Amy Duschek        | 076,5 m (33)           | –                      | 059,1                  |
| 34                                            | Sara Pokorny           | 079,0 m (34)           | –                      | 058,3                  |
| 35                                            | Simone Buff            | 076,5 m (35)           | –                      | 056,6                  |
| 36                                            | Elisa Deubler          | 076,5 m (36)           | –                      | 055,8                  |
| 37                                            | Celina Wasser          | 074,0 m (37)           | –                      | 048,8                  |
| 38                                            | Tetjana Pylyptschuk    | 074,0 m (38)           | –                      | 048,1                  |
| 39                                            | Asia Marcato           | 070,5 m (39)           | –                      | 043,4                  |
| 40                                            | Alessia Mîțu-Coșca     | 069,0 m (39)           | –                      | 037,8                  |
| 41                                            | Estella Hassrick       | 067,0 m (41)           | –                      | 035,6                  |
| 42                                            | Delia Folea            | 065,5 m (42)           | –                      | 029,9                  |
| 43                                            | Sandra Sproch          | 064,5 m (43)           | –                      | 029,4                  |
| 44                                            | Viktoriya Ruleva       | 065,0 m (43)           | –                      | 029,2                  |
| 45                                            | Daryna Ilchuk          | 055,0 m (43)           | –                      | 007,2                  |
|                                               | Alyona Sviridenko      | Not permitted to start | Not permitted to start | Not permitted to start |
|                                               | Kira Maria Kapustikova | Not permitted to start | Not permitted to start | Not permitted to start |